# Cratere Runge
Runge è un cratere lunare di 38,98 km situato nella parte sud-orientale della faccia visibile della Luna.